# Bahnstrecke Wiesenburg–Roßlau
| Bahnhof Medewitz (Mark), 2012 |                                                          |                                           |                                           |
| Streckennummer: | 6414 Wiesenburg–Roßlau Ra 6416 Roßlau Abzw Ai–Roßlau Gbf |                                           |                                           |
| Kursbuchstrecke (DB): | 207                                                      |                                           |                                           |
| Kursbuchstrecke: | 158 (1934)                                               |                                           |                                           |
| Streckenlänge: | 28,7 km                                                  |                                           |                                           |
| Spurweite: | 1435 mm (Normalspur)                                     |                                           |                                           |
| Stromsystem: | 15 kV, 16,7 Hz ~                                         |                                           |                                           |
| Streckengeschwindigkeit: | 120 km/h                                                 |                                           |                                           |
| Zugbeeinflussung: | PZB                                                      |                                           |                                           |
| |                                                          |                                           |                                           |
| \| \| \| von Berlin \| \| \| \| 0,0 \| Wiesenburg (Mark) \| Wiesenburg (Mark) \| \| \| \| nach Güsten \| \| \| \| \| L8411 Wiesenburg–Roßlau \| \| \| \| 5,6 \| Medewitz (Mark) \| Medewitz (Mark) \| \| \| \| Landesgrenze Brandenburg / Sachsen-Anhalt \| \| \| \| \| L120 Wiesenburg–Roßlau \| \| \| \| 14,7 \| Jeber-Bergfrieden (ehem. Bf) \| Jeber-Bergfrieden (ehem. Bf) \| \| \| \| L121 Coswig–Zerbst \| \| \| \| 19,2 \| Thießen (bis 2012) \| Thießen (bis 2012) \| \| \| \| Rossel \| \| \| \| \| L120 Wiesenburg–Roßlau \| \| \| \| 25,0 \| Roßlau (Elbe) Abzw Ai \| Roßlau (Elbe) Abzw Ai \| \| \| \| \| \| \| \| \| von Węgliniec \| \| \| \| 26,9 \| Abzw Meinsdorf / Roßlau Ra \| Abzw Meinsdorf / Roßlau Ra \| \| \| \| L120 Wiesenburg–Roßlau \| \| \| \| \| Meinsdorf \| \| \| \| \| Rossel \| \| \| \| 26,1 \| Roßlau (Elbe) Gbf \| Roßlau (Elbe) Gbf \| \| \| \| von/nach Magdeburg \| \| \| \| \| \| \| \| \| \| Bundesstraße 184 \| \| \| \| \| Roßlau (Elbe) \| \| \| \| \| nach Dessau \| \| |                                                          |                                           |                                           |
| Strecke |                                                          | von Berlin                                | von Berlin                                |
| Bahnhof | 0,0                                                      | Wiesenburg (Mark)                         | Wiesenburg (Mark)                         |
| Abzweig geradeaus und ehemals nach rechts |                                                          | nach Güsten                               | nach Güsten                               |
| Strecke mit Straßenbrücke |                                                          | L8411 Wiesenburg–Roßlau                   | L8411 Wiesenburg–Roßlau                   |
| Bahnhof | 5,6                                                      | Medewitz (Mark)                           | Medewitz (Mark)                           |
| Grenze |                                                          | Landesgrenze Brandenburg / Sachsen-Anhalt | Landesgrenze Brandenburg / Sachsen-Anhalt |
| Brücke |                                                          | L120 Wiesenburg–Roßlau                    | L120 Wiesenburg–Roßlau                    |
| Haltepunkt / Haltestelle | 14,7                                                     | Jeber-Bergfrieden (ehem. Bf)              | Jeber-Bergfrieden (ehem. Bf)              |
| Strecke mit Straßenbrücke |                                                          | L121 Coswig–Zerbst                        | L121 Coswig–Zerbst                        |
| ehemaliger Haltepunkt / Haltestelle | 19,2                                                     | Thießen (bis 2012)                        | Thießen (bis 2012)                        |
| Brücke über Wasserlauf |                                                          | Rossel                                    | Rossel                                    |
| Brücke |                                                          | L120 Wiesenburg–Roßlau                    | L120 Wiesenburg–Roßlau                    |
| ehemalige Blockstelle | 25,0                                                     | Roßlau (Elbe) Abzw Ai                     | Roßlau (Elbe) Abzw Ai                     |
| Verschwenkung von links · Verschwenkung von rechts |                                                          |                                           |                                           |
| Abzweig geradeaus und von links · Kreuzung geradeaus oben |                                                          | von Węgliniec                             | von Węgliniec                             |
| Strecke · Blockstelle | 26,9                                                     | Abzw Meinsdorf / Roßlau Ra                | Abzw Meinsdorf / Roßlau Ra                |
| Brücke · Brücke |                                                          | L120 Wiesenburg–Roßlau                    | L120 Wiesenburg–Roßlau                    |
| Strecke · Haltepunkt / Haltestelle |                                                          | Meinsdorf                                 | Meinsdorf                                 |
| Brücke über Wasserlauf · Brücke über Wasserlauf |                                                          | Rossel                                    | Rossel                                    |
| Dienststation / Betriebs- oder Güterbahnhof · Strecke | 26,1                                                     | Roßlau (Elbe) Gbf                         | Roßlau (Elbe) Gbf                         |
| Abzweig geradeaus, nach rechts und von rechts · Strecke |                                                          | von/nach Magdeburg                        | von/nach Magdeburg                        |
| Verschwenkung nach links · Verschwenkung nach rechts |                                                          |                                           |                                           |
| Strecke mit Straßenbrücke |                                                          | Bundesstraße 184                          | Bundesstraße 184                          |
| Bahnhof |                                                          | Roßlau (Elbe)                             | Roßlau (Elbe)                             |
| Strecke |                                                          | nach Dessau                               | nach Dessau                               |

Die Bahnstrecke Wiesenburg–Roßlau  ist eine zweigleisige Hauptbahn und verbindet Wiesenburg/Mark in Brandenburg mit Roßlau in Sachsen-Anhalt. Über sie verläuft die Verbindung von Berlin nach Dessau und weiter in Richtung Halle/Leipzig.

## Geschichte
Die Berlin-Anhaltische Eisenbahn-Gesellschaft verband mit ihrer Stammstrecke bereits 1841 Berlin mit dem anhaltischen Dessau, allerdings mit dem Umweg über Wittenberg. 1879 entstand mit der Bahnstrecke Berlin–Blankenheim im Rahmen des Kanonenbahn-Projektes eine Verbindung von der Berliner Stadtbahn über Belzig, Wiesenburg nach Güsten und weiter in Richtung Westdeutschland. Wegen ihrer vorrangig militärischen Ausrichtung verlief diese Strecke überwiegend fern von allen größeren Ortschaften. Planungen, die Lücke zwischen beiden Hauptbahnen zu schließen, hatte es bereits vor dem Ersten Weltkrieg gegeben. Fahrpläne aus dem Jahr 1914 bezeichnen die Strecke Wiesenburg–Roßlau als „im Bau“ befindlich. In Meinsdorf sollte an die bestehende Strecke aus Wittenberg angeschlossen werden, ein Zwischenhalt war damals in Hundeluft vorgesehen.
Erst in den 1920er Jahren, sehr spät für eine Hauptbahn, wurde schließlich mit dem Bau der Verbindung von Wiesenburg nach Roßlau die Lücke zwischen beiden Strecken geschlossen und die Verbindung von Berlin nach Dessau deutlich abgekürzt. Am 1. April 1921 wurde der Abschnitt von Jeber-Bergfrieden zum Anschluss an die Bahnstrecke Węgliniec–Roßlau bei Meinsdorf eröffnet, am 1. Juni 1923 folgte der Abschnitt von Bahnhof Wiesenburg (Mark) nach Jeber-Bergfrieden.
Die neue Strecke übernahm rasch einen Gutteil des Verkehrs von der Bahnstrecke Berlin–Blankenheim. 1934 verkehrten ein Schnellzug Berlin–Wiesbaden und ein Eilzug Berlin–Frankfurt(Main) über die Strecke. Auch die Personenzüge liefen überwiegend in Richtung Berlin durch.
Nach der deutschen Teilung und erst recht nach dem Mauerbau war die Strecke für den direkten Fernverkehr aus dem Großraum Halle/Leipzig nach Berlin gegenüber der Strecke über Wittenberg unattraktiv, da der Ostteil Berlins nur auf Umwegen über den Berliner Außenring erreichbar war. Wichtig war sie allerdings für den Güterverkehr, da über sie die kürzeste Verbindung zwischen dem mitteldeutschen Industriegebiet und dem bedeutenden Güterbahnhof Seddin (bei Potsdam) verlief. Im Personenverkehr verkehrten in den 1970er und 1980er Jahren unter anderen das Schnellzugpaar D 728/729 Rostock–Potsdam–Karl-Marx-Stadt sowie mehrere Eilzüge Berlin–Belzig–Dessau–Aschersleben. Auch Transitzüge von West-Berlin nach West-Deutschland nutzten die Strecke. Hinzu kamen diverse Personenzüge, die meistens weiter zum Potsdamer Bahnhof Drewitz fuhren und in Bergholz Anschluss nach Ost-Berlin hatten.
Nach der deutschen Wiedervereinigung nahm die Bedeutung der Strecke zunächst zu, da über sie die schnellste Verbindung aus Süd- und Westdeutschland in den Westteil Berlins verlief. Am 31. Mai 1992 wurde der elektrische Betrieb aufgenommen. Eine Vielzahl von Schnellzügen und in der zweiten Hälfte der 1990er Jahre die Interregio-Linie Berlin–Frankfurt am Main nutzten die Strecke. Dies änderte sich mit dem Ausbau der Bahnstrecke Berlin–Halle über Lutherstadt Wittenberg und durch Eröffnung der Berliner Nord-Süd-Fernbahn durch den Tiergartentunnel im Jahre 2006. Seitdem nutzt fast der gesamte Fernverkehr die schnellere Verbindung über Lutherstadt Wittenberg; der letzte Intercity über Dessau wurde 2007 eingestellt. Nur im Nachtzugverkehr wird die Strecke noch von Fernzügen befahren. Problematisch war die Reduzierung der Streckengeschwindigkeit auf 100 km/h wegen der seinerzeit noch fehlenden Zugbeeinflussung. Die Streckeneinrichtungen wurden erst danach eingebaut. Im Regionalverkehr verbindet die Regional-Express-Linie RE 7 Berlin und Dessau im Stundentakt.
Seit 2009 erfolgte ein umfassender Umbau einschließlich einer grundlegenden Sanierung der Gleis- und Oberleitungsanlagen im Eisenbahn-Verkehrsknoten Roßlau/Dessau. Im Rahmen dieses Projektes fanden seit Mitte 2012 Modernisierungsarbeiten zwischen Medewitz und Roßlau statt. Hierbei wurde der Bahnhof Jeber-Bergfrieden zum Haltepunkt umgebaut. Anschließend wurde die Erneuerung der Sicherungstechnik in diesem Streckenabschnitt vorgenommen sowie in Medewitz der Bau eines elektronischen Stellwerkes. Der Haltepunkt Thießen wurde zum Fahrplanwechsel im Dezember 2012 geschlossen. Im Jahr 2014 begann der Umbau des Bahnhofs Roßlau (Elbe) mit den Reiseverkehrsanlagen. Der Güterbahnhof folgte ab 2016, im Jahr 2020 wurde auch die Einbindung der Strecke aus Wiesenburg ab der Abzweigstelle Ai erneuert. Dies brachte die Beseitigung des seit etwa 1946 bestehende eingleisigen Abschnitts zwischen den Abzweigstellen Ai und Ra sowie der Trennung der Reise- und Güterverkehrsanlagen im Bereich des Güterbahnhofs. Die Abzweigstelle Ai wurde dabei aufgegeben. Für die Zukunft ist ein Umbau der Bahnhöfe in Wiesenburg und Medewitz geplant.